# Dianthus pungens
Espèce
Classification phylogénétique
Dianthus pungens, l'Œillet piquant, est une espèce de plantes à fleurs de la famille des Caryophyllaceae.

## Liste des sous-espèces et variétés
Selon BioLib (22 mars 2022) :
- Dianthus pungens subsp. gredensis (Pau ex Caballero) A. Crespí, C.P. Fernandes, A. Castro, Bernardos & Amich

Selon Tropicos (22 mars 2022) (Attention liste brute contenant possiblement des synonymes) :
- Dianthus pungens subsp. brachyanthus (Boiss.) Fern. Casas, G. López & M. Laínz
- Dianthus pungens subsp. cognobilis (Timb.-Lagr.) O. Bolòs & Vigo
- Dianthus pungens subsp. fontqueri O. Bolòs & Vigo
- Dianthus pungens subsp. hispanicus (Asso) O. Bolòs & Vigo
- Dianthus pungens subsp. multiceps O. Bolòs & Vigo
- Dianthus pungens subsp. ruscinonensis (Boiss.) M. Bernal, Laínz & Muñoz Garm.
- Dianthus pungens subsp. tarraconensis O. Bolòs & Vigo
- Dianthus pungens var. multiaffinis (Pau) O. Bolòs & Vigo